# 中央合同庁舎第6号館
中央合同庁舎第6号館（ちゅうおうごうどうちょうしゃだいろくごうかん、英語: Central Gov't Bldg. No.6）は、東京都千代田区霞が関一丁目にある日本の中央省庁・裁判所の合同庁舎（4棟）。

## 概要
1994年に全棟が完成した、地上21階・地下4階のA棟、地上20階・地下3階のツインビルであるB棟及びC棟と赤れんが棟（法務省旧本館）から成る。
主に法務省系の各省庁・機関が入居する。A棟・B棟・C棟は高層ビル群で、低層部で建物が連絡している。3棟の総延べ面積は189,265平方メートルに及ぶ。A・B棟は検察関係のフロアが多いため、「法務検察合同庁舎」の別名がある。
C棟は裁判所が入居しており、「東京家庭・簡易裁判所合同庁舎（家簡地裁合同庁舎）」と称されることもある。
赤れんが棟については、法務省旧本館を参照。

## 入居機関
- 赤れんが棟

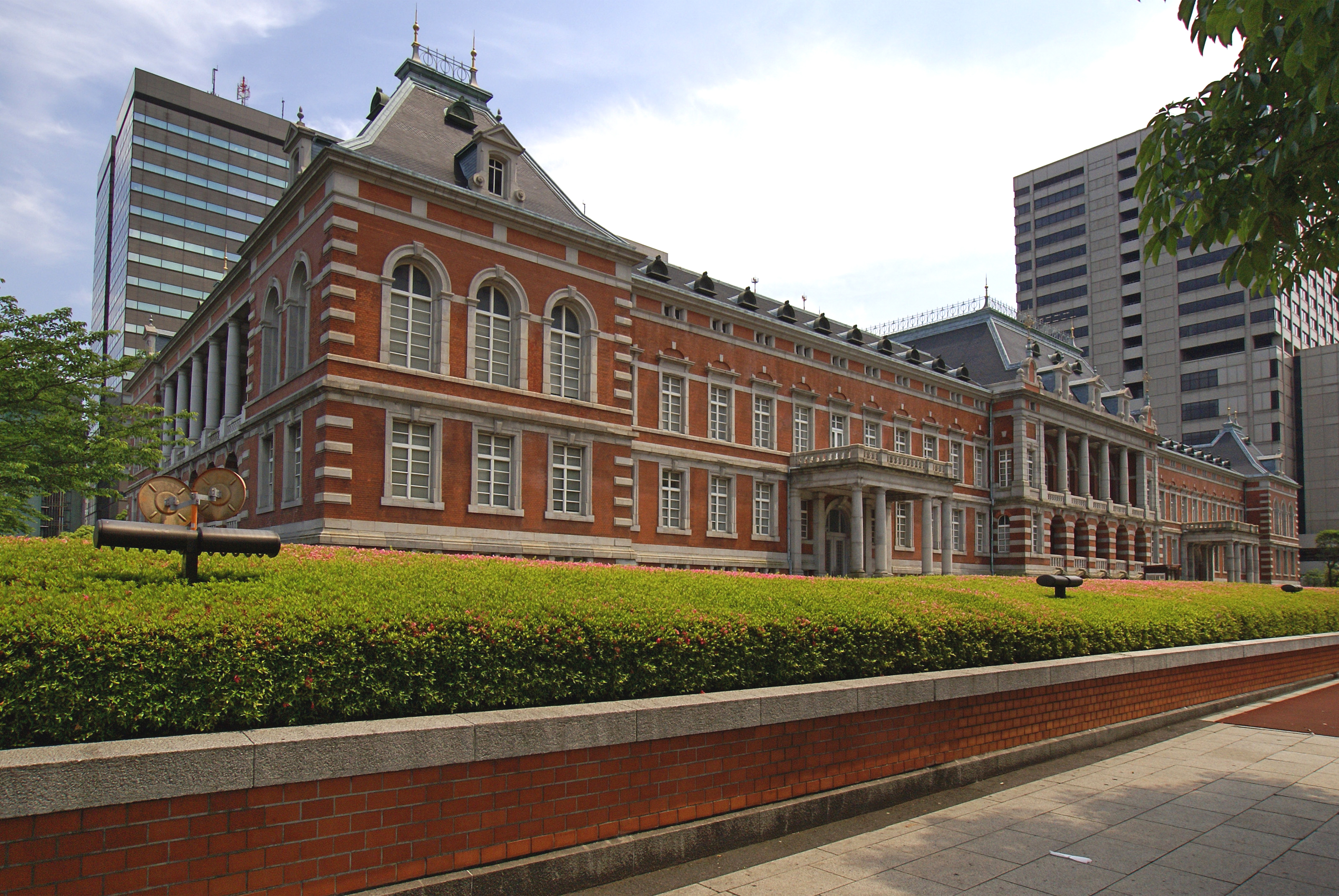
第6号館赤れんが棟

  - 法務総合研究所（総務企画部、研修第一部、研修第二部、研修第三部）
  - 国立国会図書館支部法務図書館
  - 法務史料展示室
- A棟
  - 法務省本省
  - 最高検察庁
  - 東京高等検察庁本庁
  - 東京地方検察庁本庁（総務部司法修習課・交通部・特別捜査部を除く）
  - 東京区検察庁（道路交通部を除く）
  - 公安審査委員会
  - 公安調査庁
  - 出入国在留管理庁

- B棟
  - 東京地方検察庁本庁（公判部）
  - 東京区検察庁（公判部）
  - 公正取引委員会
- C棟（東京家庭・簡易裁判所合同庁舎）
  - 東京家庭裁判所本庁

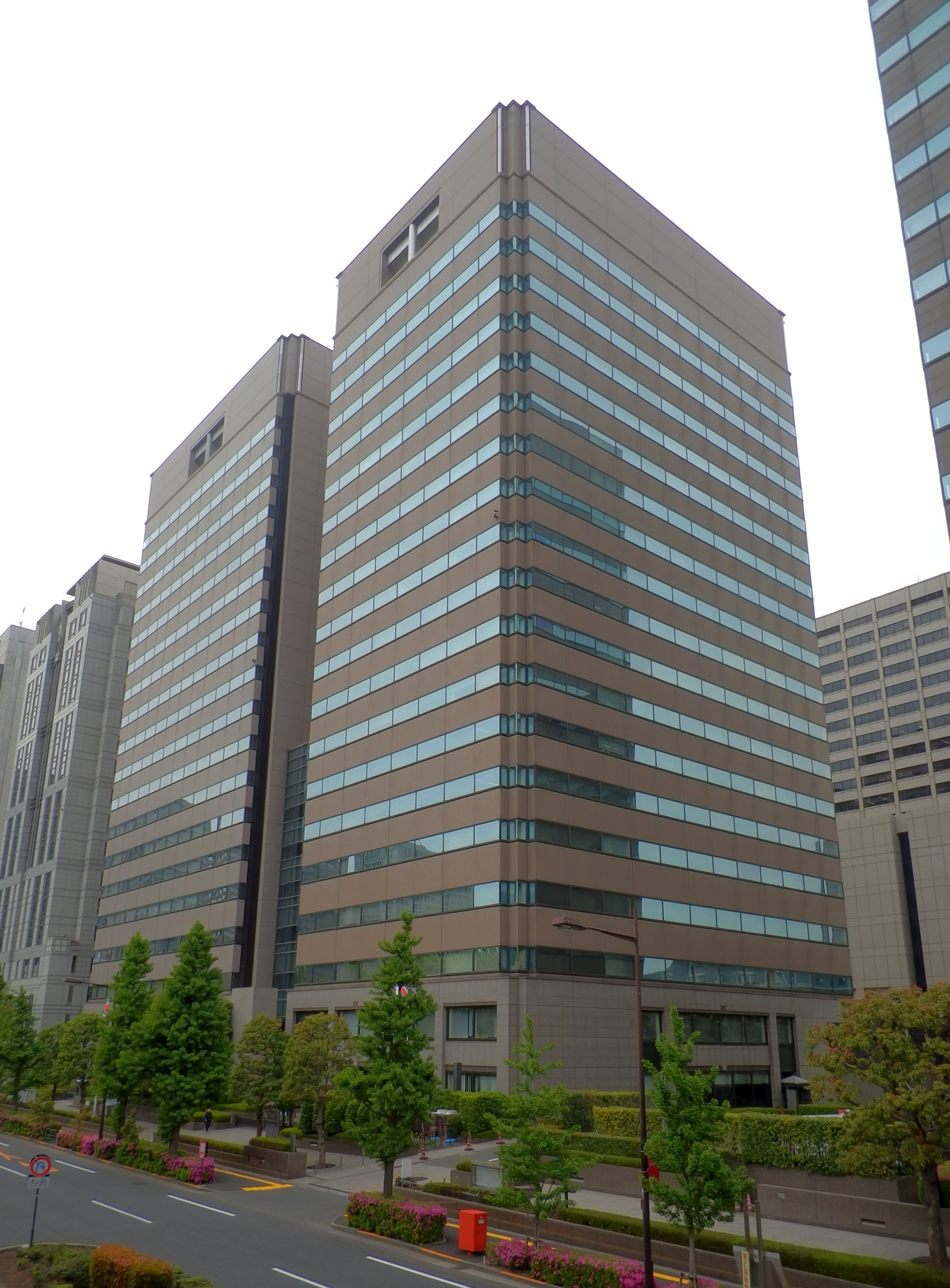
第6号館B・C棟

  - 東京簡易裁判所（民事部（民事第6室・民事第7室を除く。）および事務部）

## 参考・外部リンク
- 官庁営繕中央合同庁舎第6号館
- 人事院発行OPENゼミ霞ヶ関MAP[リンク切れ]
- 霞ヶ関官庁フロアガイド（国政情報センター、2001年）